# Марсельский контракт
Марсельский контракт (англ. The Marseille Contract) — криминальный триллер режиссёра Роберта Пэрриша, вышедший на экраны 4 сентября 1974.

## Сюжет
Сэм Вентура, шеф парижского бюро американской службы по борьбе с наркотиками, расположенного в здании посольства США, ведет безуспешную борьбу с главарем марсельских наркоторговцев Жаком Бризаром. Потеряв двоих агентов, убитых бандитами, он решается на физическое устранение Бризара. Парижский инспектор Бриак находит для этого наемного убийцу, готового выполнить заказ за 50 тыс., взятых Вентурой из служебных фондов. При встрече с наемником Вентура узнает в нем своего старого друга Джона Дерея, покинувшего госслужбу и ушедшего на вольные хлеба.
Веселый и циничный Дерей, действуя в стиле Джеймса Бонда, соблазняет дочь Бризара Люсьенну, и благодаря этому проникает в дом главаря. Тот берет наемника на службу, но затем все-таки решает его ликвидировать. Тем временем полиции становится известным о предстоящей доставке в Марсель 400 кг. морфиновой основы для производства героина, и Вентура требует у Бриака отозвать Дерея, поскольку появилась возможность покончить с Бризаром законным путем.
Дерей легко выбирается из ловушек, расставляемых мафией, всякий раз успевая опередить убийц, посланных за ним. Прибывший в Марсель Вентура требует у Дерея свернуть миссию, но тот объясняет полицейскому, что одному тому не справиться, а сам он дело бросать не намерен, ибо это противоречит профессиональной этике. Для прикрытия доставки наркотиков Бризар устраивает благотворительный вечер, и ему удается обмануть полицию, но не Дерея, выяснившего место и время проведения операции.
Прибыв на место, Вентура и Дерей застают перегрузку мешков с турецким сырьем из вертолета в машину под присмотром Бризара и инспектора Бриака. Инспектор намеревается прикончить главаря мафии, свалить все на Дерея, а наркотики присвоить, но гибнет в завязавшейся перестрелке. Дерей, прикрывая Вентуру, также получает автоматную очередь, а Бризару удается скрыться с грузом. Вентура отправляется на благотворительный прием, чтобы покончить с негодяем.

## В ролях
- Майкл Кейн — Джон Дерей
- Энтони Куинн — Стив Вентура
- Джеймс Мейсон — Жак Бризар
- Морис Роне — инспектор Бриак
- Александра Стюарт — Рита
- Морин Кервин — Люсьенна Бризар
- Катрин Рувель — спутница Бризара
- Марсель Бозуффи — Кальме
- Андре Умански — Марсак

В эпизодической роли начальника Вентуры, Уильяма, которому напившийся с горя Стив хочет сказать три слова, «первое из которых: „Иди...“» снялся бывший пресс-секретарь президентов Кеннеди и Джонсона Пьер Сэлинджер.
В Великобритании фильм вышел 3 октября, в США, где он демонстрировался под названием «Разрушители» (The Destructors), 4 декабря.

## Критика
Критики отмечают недостатки в композиции картины, а также слабую и неуверенную работу Энтони Куинна, которому пришлось играть непривычную роль разочарованного неудачника. По сюжету, он состоит в связи с Ритой, женой своего агента, и тот погибает от рук мафии, пока его босс весело проводит время с его женой. Это обстоятельство крайне осложняет отношения между любовниками. Жизнерадостный герой Майкла Кейна представляет ему полную противоположность и фактически становится центральным персонажем, хотя появляется спустя полчаса после начала фильма и не доживает до финала.
Тем не менее, в фильме есть яркие сцены, в том числе знаменитые гонки между Дереем на Alfa Romeo Montreal и Люсьенной на Porsche 911S по горной дороге в окрестностях Марселя. Также весьма выразительна сцена погони бандитов за Вентурой на заброшенном вокзале Орсе, который через три года начали перестраивать в музей Орсе, на фоне остановившихся Больших часов, что является заслугой операторского таланта Дугласа Слокомба, эффектно представившего в картине виды Парижа, Марселя, Ниццы и Канн.
Фильм Пэрриша неизбежно сравнивают с картиной Уильяма Фридкина Французская связь, динамизму которой английский режиссер местами без особого успеха пытался подражать.